# Atessa
Atessa – miejscowość i gmina we Włoszech, w regionie Abruzja, w prowincji Chieti.
Według danych na rok 2004 gminę zamieszkiwało 10 388 osób, 93,6 os./km².